# Lischkeia undosa
Lischkeia undosa is een slakkensoort uit de familie van de Eucyclidae. De wetenschappelijke naam van de soort is voor het eerst geldig gepubliceerd in 1956 door Kuroda & Kawamura.